# Montecalvario
Montecalvario is een van de dertig quartieri, kwartieren of wijken van de Italiaanse stad Napels. De centraal gelegen wijk heeft ongeveer 5.000 inwoners. Montecalvario is een wat armere centrumwijk van Napels, met na San Lorenzo de hoogste bevolkingsdichtheid van alle kwartieren. In Montecalvario wonen meer dan 30.000 inwoners per km². De wijk maakt samen met de wijken San Giuseppe, Avvocata, Mercato, Pendino en Porto het stadsdeel Municipalità 2 uit.
Montecalvario grenst aan de wijken Avvocata, San Giuseppe, San Ferdinando, Chiaia en Vomero.
In de wijk bevinden zich onder meer de Basilica dello Spirito Santo, de Chiesa della Concezione a Montecalvario, het Complesso di Santa Maria dello Splendore, het Palazzo Della Porta en het Palazzo Buono. Het Piazza Carità is een van de gekende stadspleinen. In de Via Toledo staat de voormalige pauselijke nuntiatuur, de ambassade van de paus, bij het koninkrijk Napels.
De wijk kende vroeger enkele prostitutiebuurten maar deze werden verdreven. Hun plaats werd ingenomen door migranten, veelal van Aziatische oorsprong en door hun gevoerde textielhandel en restaurants. Zowel vroeger als tegenwoordig komt geweld, en de impact van de camorra in de wijk regelmatig boven drijven.